# ویلیام هانتر (کالبدشناس)
ویلیام هانتر (انگلیسی: William Hunter؛ ‏۲۳ مه ۱۷۱۸ – ۳۰ مارس ۱۷۸۳) پزشک و کالبدشناس اهل پادشاهی بریتانیای کبیر بود. وی یکی از استادان پیشگام کالبدشناسی و همچنین یکی از پزشکان برجسته متخصص زایمان در دوران خود بود. برادرش جان هانتر نیز یکی از جراحان نامدار زنان در آن عصر بود. وی ابتدا در دانشگاه گلاسگو، الهیات خواند و سپس به پزشکی روی آورد و در دانشگاه ادینبرو از شاگردان ویلیام کالن بود. وی از سال ۱۷۶۷ عضو انجمن سلطنتی و از سال ۱۷۶۸ استاد کالبدشناسی آکادمی سلطنتی هنر شد.